# Zigarettenwährung

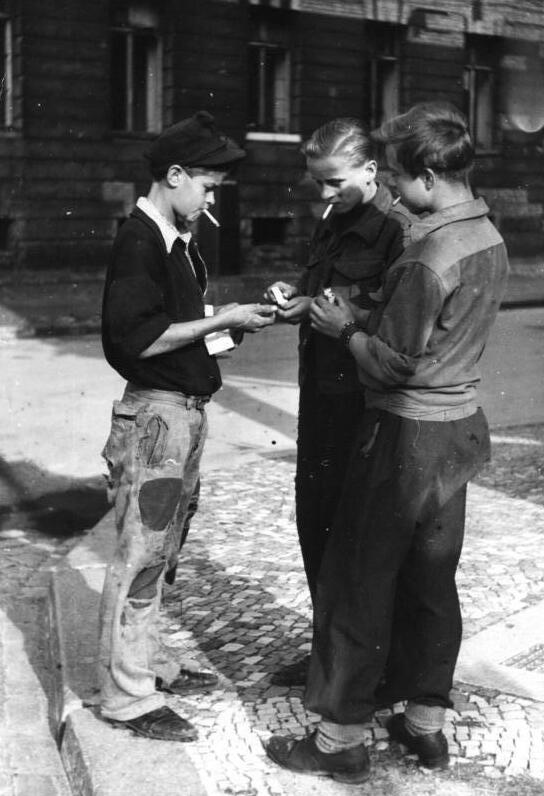
Jugendliche handeln mit Zigaretten auf dem Schwarzmarkt, Westdeutschland 1948

Zigarettenwährung ist in der Umgangssprache die Bezeichnung für einen Tauschhandel, bei dem Zigaretten die Zahlungsmittelfunktion des Geldes übernehmen.

## Allgemeines
Waren oder Dienstleistungen werden nicht mit Geld bezahlt, sondern mit Zigaretten, weil entweder der Geldwert der Währung durch Hyperinflation täglich geringer wird oder gar kein Geld vorhanden ist. Der Begriff kam im Nachkriegsdeutschland auf. Zigarettenwährungen gehören zum Schwarzmarkt, weil die gesetzliche Pflicht zur Zahlung mit gesetzlichen Zahlungsmitteln durch Tauschhandel Ware gegen Ware (Naturaltausch) umgangen wird. Es war also nicht lediglich ein grauer Markt, auf dem die Zahlungsbedingungen des Verkäufers geändert wurden. Da das Geld als gesetzliches Zahlungsmittel seine Geldfunktion (Geldwert) verloren hatte, wurden unter anderem Zigaretten als Zahlungsmittel eingesetzt.

## Geschichte
Während des Zweiten Weltkriegs war 1941 in Deutschland in den besetzten Gebieten und auch in England die Zigarettenwährung (englisch cigarette currency) entstanden. Sie befriedigte Günter Schmölders zufolge „das unabweisbare Bedürfnis der Besatzungstruppen nach einem universell verwendbaren, billigen und einheitlichen Wertübertragungsmittel für den Handelsverkehr mit der Bevölkerung“. Der Wert einer Zigarette betrug im August 1939 noch 0,04 Reichsmark (RM) und stieg kontinuierlich bis April 1945 auf 6–8 RM, während die Zigarettenpreise in den Vereinigten Staaten in diesem Zeitraum stabil blieben. Diese Preiserhöhung war nicht auf eine erhöhte Verbrauchsintensität von Zigaretten zurückzuführen, sondern auf ihre Verwendung als Ersatzwährung.
Da nach dem Krieg die Reichsmark im von den Alliierten besetzten Deutschland durch Inflation beständig an Wert einbüßte, wurde der direkte Warentausch bei den Menschen immer beliebter. Auch die Wertvergleichsfunktion (eine der Geldfunktionen) wurde von Waren übernommen – hauptsächlich von Zigaretten; diese waren ausgesprochen knapp und wurden gerne gehandelt. Die „Zigarettenwährung“ war weit verbreitet. Eine Zigarette entsprach im Oktober 1946 einem Geldwert (abhängig vom Tauschort) von ungefähr 2,50 bis 10 RM, was einer heutigen Kaufkraft von 10 bis 42 Euro entsprechen würde. Die Preise waren in Berlin mit seinem sowjetisch besetzten Umland fast doppelt so hoch wie in Süddeutschland, wo durch die US-amerikanische Besatzung mehr Nachschub möglich war.
Als im Mai 1947 in der amerikanischen Besatzungszone für die Bevölkerung nur noch Lebensmittel für schätzungsweise 3½ Wochen vorhanden waren, wurde dies auf die Zigarettenwährung zurückgeführt. Der amerikanische Militärgouverneur erklärte nämlich:

„Ich weiß nicht, ob die sowjetrussische Militärregierung ihre Tätigkeit dadurch finanziert, daß sie deutsche Waren mit Zigaretten aufkauft. Dies liegt jedoch durchaus im Bereich der Möglichkeit.“

Mit der Währungsreform am 20. Juni 1948 in den Westzonen und der Währungsreform in der Sowjetischen Besatzungszone am 23. Juni 1948 normalisierten sich die Verhältnisse wieder, die Deutsche Mark als gesetzliches Zahlungsmittel ersetzte die Zigarettenwährung.